# Apanteles inesolisae
Apanteles inesolisae (лат.) — вид мелких наездников рода Apanteles из подсемейства Microgastrinae семейства бракониды (Braconidae). Обнаружены в Центральной Америке: Коста-Рика (Alajuela).

## Описание
Мелкого размера перепончатокрылые насекомые: длина тела от 2,2 до 2,4 мм, длина переднего крыла 2,1-2,6 мм. Основная окраска тёмно-коричневая до чёрной. Паразитируют на молевидных бабочках из семейства Толстоголовки (Hesperiidae), Telemiades antiope, Telemiades fides.
Вид был впервые описан в 2014 году канадским энтомологом Хосе Фернандес-Триана (Jose L. Fernández-Triana; Department of Integrative Biology and the Biodiversity Institute of Ontario, Университет Гелфа, Гелф, Онтарио, Канада) и назван в честь Инесы Солис за её вклад в исследование (Inés Solís; ACG and INBio, Instituto Nacional de Biodiversidad, Коста-Рика)
.